# Passiflora frutescens
Passiflora frutescens là một loài thực vật có hoa trong họ Lạc tiên. Loài này được Ruiz & Pav. ex Killip mô tả khoa học đầu tiên năm 1938.